# Laboratoire de physique des plasmas de Princeton
Le laboratoire de physique des plasmas de Princeton (PPPL) est un laboratoire national du département de l'Énergie des États-Unis pour la recherche sur la physique des plasmas et sur la fusion nucléaire. Sa mission principale est la recherche et le développement de la fusion comme source d'énergie. Il comprend 34 bâtiments sur une superficie d'environ 88.5 acres (358 000 m2) et emploie plus de 400 personnes à temps plein, 40 étudiants et 300 chercheurs invités. Le budget des installations pour 2016 s'élevait à plus de 79 millions de dollars. Le PPPL est issu du projet top secret "Cold War" de contrôle des réactions thermonucléaires, appelé "Projet Matterhorn". En 1961, après la déclassification, le projet Matterhorn a été rebaptisé laboratoire de physique de plasma de Princeton. Le PPPL est situé sur le campus Forrestal de l'université de Princeton, Plainsboro Township, dans le New Jersey. Jusqu'en 1997, il exploitait le réacteur de test de fusion Tokamak (TFTR). En 1999, le National Spherical Torus Experiment (en) (NSTX) est entré en service.